# Place des Trois-Évêchés
Pour les articles homonymes, voir Trois-Évêchés.
La place des Trois-Évêchés est une des places de la ville de Toul. Elle est située au Sud du centre-ville.

## Histoire
À la suite de l'incendie de juin 1940, une partie de la ville de Toul, notamment la partie Sud du centre historique est endommagée.
Dès août 1940 la ville fait appel à un architecte urbaniste pour un projet d'aménagement du quartier détruit.
Le quartier est déblayé dès 1941 et le projet de Georges Noël est retenu : ce projet respecte la densité du tissu urbain ancien et satisfait le conseil municipal.
L'avant-projet est soumis à l’approbation la sous-commission départementale de reconstruction en 1942 puis est ensuite validé en 1943 par le comité national de la reconstruction.
La première pierre est posée le 18 janvier 1947 et la place sera inaugurée le 29 juin 1952.
Le nom choisi fait référence à l'ancienne province des Trois-Évêchés dont Toul faisait partie.
La place et les bâtiments reconstruits attenants sont labellisés patrimoine du XXe siècle en 2016.

## Bâtiments
La structure principale de ce nouveau quartier reconstruit est une place d'une forme originale : une place ronde de 35 m de diamètre à laquelle aboutit la voirie préexistante et partiellement reconstruite (les rues se croisaient à angle droit avant la création de la place).
4 bâtiments en quart de cercle de 4 niveaux d'élévation surmontés d'une toiture d'ardoise pour conférer un aspect relativement monumental à la place. Les rues aboutissantes sont édifiées avec un niveau de moins et s'alignent sur le bâti ancien.
Au centre devait trôner un monument qui sera finalement remplacé par un jet d'eau.

## Situation actuelle
Depuis les années 1950 la place est devenue la nouvelle artère commerçante de la ville et concentre la plupart des commerces indépendants.